# Grand Rapids Provincial Park
Grand Rapids Provincial Park är en provinspark i Manitoba i Kanada. Den ligger vid Saskatchewanfloden, nära flodens mynning i Winnipegsjön strax utanför kommunen Grand Rapids.